# Andrea Semenzato
Andrea Semenzato (né le 12 septembre 1981 à Venise) est un joueur italien de volley-ball. Il mesure 2,08 m et joue central. Il totalise 29 sélections en équipe d'Italie.

## Clubs
| Club                | De        | À         |
| ------------------- | --------- | --------- |
| Volley Trévise      | 2000-2001 | 2000-2001 |
| BluVolley Vérone    | 2001-2002 | 2005-2006 |
| M. Rome Volley      | 2006-2007 | 2007-2008 |
| BluVolley Vérone    | 2008-2009 | 2008-2009 |
| Gabeca Pallavolo    | 2009-2010 | 2009-2010 |
| Pallavolo Plaisance | 2010-2011 | 2010-2011 |
| Pallavolo Padoue    | 2011-2012 | 2011-2012 |
| Sir Safety Pérouse  | 2012-2013 | 2013-2014 |

## Palmarès
- Ligue des champions
  - Finaliste : 2001
- Coupe de la CEV (1)
  - Vainqueur : 2008
- Championnat d'Italie (1)
  - Vainqueur : 2001
  - Finaliste : 2014
- Coupe d'Italie
  - Finaliste : 2001, 2007, 2008, 2014
- Supercoupe d'Italie (1)
  - Vainqueur : 2000
  - Perdant : 2007